# بابک پیامی
بابک پیامی کارگردان کانادایی ایرانی‌تبار که ساکن تورنتو است.
وی فیلم رای مخفی را در جزیره کیش ساخته‌است و در سال ۲۰۰۱ به خاطر آن نامزد دریافت شیر طلایی جشنواره ونیز برای بهترین کارگردانی شده‌است. این فیلم بر اساس طرحی از محسن مخملباف و با فیلمنامه‌ای از پیامی است.

## دستگیری
سال ۱۳۸۲ هنگامی که برای داوری جشنواره مسکو برای گرفتن ویزا به سفارت‌خانه روسیه مراجعه کرده بود در بازگشت از این سفارت‌خانه بازداشت شده توسط مأمورانی که بازداشتش کرده بودند به دفتر کارش برده می‌شود و کلیه مواد فیلم «سکوت بین دو فکر» که در مرحلهٔ تدوین قرار داشت را با خود می‌برند و به قید وثیقه آزاد می‌شود. مدتی بعد برای شرکت در جشنوارهٔ مسکو از کشور خارج شد و دیگر هرگز بازنگشت.

## فیلم‌شناسی
- ۲۰۲۲ - ۷۵۲ یک عدد نیست
- ۲۰۱۶ - منهتن نامیر (به انگلیسی: Manhattan Undying)
- ۲۰۰۳ - سکوت بین دو فکر
- ۲۰۰۱ - رای مخفی
- ۱۹۹۹ - یک روز بیشتر

## جوایز
- ۱۳۸۰- جشنواره جهانی فیلم والادولید (اسپانیا) ـ دوره چهل و ششم. برگزیده جایزه بهترین کارگردان جوان، رای مخفی
- ۱۳۸۰- جشنواره فیلم ونیز - دوره پنجاه‌ و هشتم (ایتالیا). بهترین کارگردانی، رای مخفی